# 3878 Jyoumon
3878 Jyoumon је астероид главног астероидног појаса са средњом удаљеношћу од Сунца која износи 3,103 астрономских јединица (АЈ).
Апсолутна магнитуда астероида је 12,8.